# Traindorf (Stockheim)
Traindorf ist eine Wüstung auf dem Gemeindegebiet von Stockheim im Landkreis Kronach (Oberfranken, Bayern).

## Geographie
Die Einöde lag auf einer Höhe von 442 m ü. NHN in einer Talsenke eines namenlosen rechten Zuflusses der Haßlach und war allseits von Wald umgeben. Im Norden befindet sich der Traindorfer Berg (504 m ü. NHN) und im Süden der Spitzberg (483 m ü. NHN). Ein Anliegerweg führt nach Neukenroth (1,1 km östlich).

## Geschichte
Gegen Ende des 18. Jahrhunderts gab es in Traindorf 4 Anwesen (1 Hof, 2 Sölden, 1 Häuslein). Das Hochgericht übte das bambergische Centamt Kronach aus. Die Stadt Kronach hatte in Nachfolge des Rittergutes Stockheim die Grundherrschaft über sämtliche Anwesen.
Mit dem Gemeindeedikt wurde Traindorf dem 1808 gebildeten Steuerdistrikt Stockheim und der 1818 gebildeten Ruralgemeinde Stockheim zugewiesen. Auf einer topographischen Karte von 1988 galt der Ort als abgebrochen.

### Baudenkmäler
- Grenzsteine entlang der westlich der Einöde verlaufenden thüringischen Grenze. Rundbogig geschlossene Sandsteinquader mit reliefierten Wappen der Freiherren von Mengersdorf, bezeichnet „1615“.[5]

### Einwohnerentwicklung
| Jahr      | 001818 | 001861 | 001871 | 001885 | 001900 | 001925 | 001950 | 001961 | 001970 | 001987 |
| Einwohner | 17     | 31     | 27     | 33     | 43     | 22     | 5      | 7      | 6      | *      |
| Häuser    | 3      |        |        | 4      | 4      | 2      | 1      | 1      |        | *      |
| Quelle    | [ 3 ]  | [ 7 ]  | [ 8 ]  | [ 9 ]  | [ 10 ] | [ 11 ] | [ 12 ] | [ 13 ] | [ 14 ] | [ 15 ] |

## Religion
Der Ort war katholisch geprägt und nach St. Katharina (Neukenroth) gepfarrt. Die protestantische Minderheit war nach St. Laurentius (Burggrub) gepfarrt.